# Associació de Futbol de Jordània
L'Associació de Futbol de Jordània (en àrab الاتحاد الأردني لكرة القدم, al-Ittiḥād al-Urdunī li-Kurat al-Qadam, «Unió Jordana de Futbol») és la institució que regeix el futbol a Jordània. Agrupa tots els clubs de futbol del país i es fa càrrec de l'organització de la Lliga jordana de futbol i la Copa. També és titular de la Selecció de futbol de Jordània absoluta i les de les altres categories.
- Afiliació a la FIFA: 1958[4]
- Afiliació a l'AFC: 1975[5]
- Afiliació a la UAFA: 1974
- Afiliació a la WAFF: 2001